# Papar
Los papar (del Latín papa, del irlandés antiguo que significa "padre" o "pope"; sing. popi) era un grupo de misioneros cristianos irlandeses y escoceses que según las primeras sagas nórdicas y fuentes históricas residían en algunas partes de Islandia durante el periodo de la llegada de colonos nórdicos. Su existencia debe ser todavía confirmada por arqueólogos.
Los escandinavos iniciaron sus asentamientos en Islandia en el siglo IX (874 d. C.), pero la fuente más antigua que hace mención de la existencia de los papar se escribió en el Íslendingabók (el libro de los islandeses), entre el 1122 y 1133. Estos personajes se citan en el Landnámabók (el libro islandés de los asentamientos) donde se explica que los nórdicos encontraron sacerdotes irlandeses en Islandia cuando llegaron, así como campanas y báculos que concuerda con las manifestaciones del historiador islandés Ari fróði:
A la sazón residían en esta isla hombres cristianos, a quienes las gentes nórdicas daban el nombre de "papen"; sin embargo, más tarde se marcharon porque no querían convivir con paganos. Dejaron libros irlandeses, campanas y báculos, por lo que pudo llegarse a la conclusiónde que eran irlandeses.
Otra fuente que posiblemente pudiera hacer referencia a los papar fue el trabajo de Dicuil, un monje irlandés del siglo IX (825 d. C.), quien habló del peregrinar de los hombres santos hacia las tierras del norte. No obstante, no se sabe si Dicuil hablaba de Islandia, ya que había precedentes de ermitaños gaélicos en otras islas del norte como las Orcadas y Shetland.
Algunos topónimos islandeses se han vinculado a los papar, incluida la isla de Papey, así como las Vestmannaeyjar pero no hay todavía evidencias arqueológicas que lo atestigüen. Otra teoría se basa en que ambas fuentes se basan en Ari Thorgilsson, autor del Íslendingabók, quien basó su historia en los escritos de Dicuil. Las fuentes tradicionales afirman que los papar abandonaron las zonas o fueron asesinados cuando llegaron los colonos nórdicos paganos, pero se ha teorizado que su influencia pudo ayudar a la expansión del Cristianismo en la zona.

## Lospaparen las Islas Feroe
Existen bastantes topónimos relativos a los papar en las Islas Feroe, entre ellos están Paparøkur cerca de Vestmanna, y Papurshílsur cerca de Saksun. Vestmanna es una contracción en sí misma de Vestmannahøvn, que significa "puerto de los irlandeses" (Westmen). En Skúvoy, existe un camposanto con tumbas donde se aprecia un posible origen gaélico, o al menos influencia.
También se ha sugerido que Grímur Kamban, pudo ser el responsable de su expulsión, a pesar de su más que probable origen gaélico-vikingo:
Según la saga Faereyinga... el primer colono en sentarse en las Islas Feroe fue un hombre llamado Grímur Kamban –Hann bygdi fyrstr Færeyar– que junto a sus seguidores obligó a los anacoretas al abandono de sus emplazamientos. El apodo Kamban tiene probablemente un origen gaélico y una interpretación es que se refiera a cierta malformación física, aunque también puede referirse a una condición y valor atlética como deportista. Es bastante probable que fuera un joven procedente de la Irlanda vikinga y según la tradición local su asentamiento estuvo en Funningur, Eysturoy.

## Lospaparen las Orcadas y Shetland
Joseph Anderson cita:
Los dos Papeys de las Orcadas, la grande y la pequeña (antiguamente "Papey Meiri" y "Papey Minni") son ahora Papa Westray y Papa Stronsay. John of Fordun en su enumeración de las islas, menciona una Papeay tertia (tercera Papey), que actualmente es desconocida. Hay tres islas Papey más en Shetland, y tanto en las Orcadas como en Shetland, disponen de bastantes distritos llamados Paplay o Papplay, sin duda alguna relacionados con Papyli de Islandia.

## Lospaparen las Hébridas
Las Hébridas tiene muchos ejemplos de los papar, pero con la diferencia crucial que el nórdico antiguo desapareció de forma temprana en el área, y es discutible si el gaélico escocés incluso llegó a coexistir alguna vez y morir a su vez. Hay por lo menos tres islas que originalmente se llamaban Papey, actualmente se deletrea "Pabbay" en gaélico escocés: Pabaigh en las Hébridas de Escocia.
- Pabbay en las Islas de Barra
- Pabbay en Harris
- Pabbay, en South Uist
- Pabay, en las Hébridas interiores, cerca de Skye.

## Voces discordantes
Algunos historiadores de relieve han puesto en entredicho la existencia de estos anacoretas en Islandia y las Islas Faroe, en primer lugar porque no existen argumentos coherentes a favor de tal presencia y sobre todo porque hubieran necesitado navegantes experimentados para cumplir con su propósito; y segundo porque el descubrimiento casual de Islandia, la falta de una ingeniería naval necesaria en la Irlanda medieval para llegar hasta un lugar tan remoto y prácticamente ausencia de restos arqueológicos y población autóctona cuando llegaron los primeros colonos vikingos relegan a los papar a una teoría improbable.